# Podsmreka pri Velikih Laščah
Podsmreka pri Velikih Laščah este o localitate din comuna Velike Lašče, Slovenia, cu o populație de 24 de locuitori.